# Leonard Scott
Pour les articles homonymes, voir Scott.
Leonard Scott (né le 19 janvier 1980 à Zachary en Louisiane) est un athlète américain spécialiste du sprint. Il réside à Irvine en Californie et court pour Greenville en Caroline du Nord.
Lors des Championnats du monde 2005 d'Helsinki, il termine 6e de la finale du 100 mètres en 10 s 13 derrière notamment Justin Gatlin (9 s 88), Michael Frater (10 s 05), Kim Collins (10 s 05) et Francis Obikwelu (10 s 07).

## Palmarès

### Championnats du monde d'athlétisme
- 2005 à Helsinki ( Finlande)
  - 6e de la finale du 100 mètres

### Championnats du monde d'athlétisme en salle
- 2006 à Moscou ( Russie)
  -  Médaille d'or du 60 m en 6 s 50